# Вульфрик
Вульфрик (англ. Wulfric; умер ок. 1004 года), прозванный Вульфрик Спот (англ. Wulfric Spot или Spott) — крупный англосаксонский феодал и землевладелец. Его завещание является важным документом времён правления короля Этельреда II Неразумного. Вулфрик был покровителем Бертонского аббатства и, возможно, заново основал этот бенедиктинский монастырь. Вокруг аббатства впоследствии возник современный город Бертон-апон-Трент.

## Семья
Вульфрик был одним из трёх известных детей Вульфрун, в честь которой назван город Вулвергемптон. Семья Вулфрика была связана с Вульфсиге Чёрным, которому король Эдмунд I пожаловал земли в Стаффордшире. Поскольку Вульфрун передала бо́льшую часть наследства Вулфрика Чёрного Вулвергемптону, а другие части, включая земли вокруг современной Эбботс-Бромли, отошли Вулфрику, вполне возможно, что Вулфсиге Чёрный был дедушкой Вульфрика по материнской линии. Семья также имела связи с Вулфгеатом, который выступал свидетелем в грамотах времён правления короля Эдгара и получил от короля земли в Стаффордшире и Глостершире. Об отце Вулфрика и родственниках по отцовской линии ничего не известно, но, по-видимому, они имели более низкое происхождение, так как Вулфрик упоминается как «сын Вульфрун».
Брат Вулфрика, Эльфхельм, был элдорменом Нортумбрии с 993 года до того как был убит в 1006 году. Эльфхельм был отцом Эльфгифу, первой жены короля Кнуда Великого, матери короля Норвегии Свена Кнутссона и короля Англии Гарольда I. У Эльфхельма также было два сына, Вульфхеах и Уфегеат, которых ослепили, когда отец был убит. Их сестрой была Эльфрит, чья дочь Эалдгит вышла замуж за Моркара, убитого в 1015 году вместе со своим братом Сигефертом по приказу короля Этельреда. По-видимому, Эльфрит умерла до того, как было написано завещание Вулфрика.
Прозвище Вулфрика, Спот, могло быть дано в соответствии с современным значением в английском языке — «пятно», то есть говорить об отметине на его лице. Однако оно также может означать невысокого, толстого человека. При этом первое упоминание прозвища относится в XIII веку, то есть более чем через 200 лет после смерти Вульфрика.

## Жизнь
В хронике Бертонского аббатства Вулфрика упоминается как consul ac comes Merciorum, то есть консул и «граф» мерсийцев, что, возможно, предполагает, что он был элдорменом Мерсии. В более близких ко времени жизни Вульфрика источниках он, как правило, описывается как служилый человек, то есть тан, хотя его статус больше похож на статус холда — титула, имевшего распространение в более скандинавизированных районах Англии и находящегося между таном и элдорменом.
О жизни Вулфрика известно мало, но из завещания, утверждённого при его жизни или вскоре после его смерти королем Этельредом, следует, что он был исключительно богат. Вульфрик владел землями в десяти графствах Мидлендса Англии, а также другими землями в немежёванных землях между реками Риббл и Мерси. Одни только земли «между Рибблом и Мерси» оценивались в 1066 году составителями «Книги Страшного суда» в 145 фунтов стерлингов.

## Дети и покровительство
По-видимому, у Вулфрика не было сыновей или ни одно выжившего, поскольку в его завещание ни один не упомянут. Его дочь, имя которой неизвестно, получила земли окрестностях Тамворта. Сойер отмечает, что Вулфрик имел особые права на эти земли, «не связанные с какой-либо службой или каким-дибо человеком». Эти права унаследовала его дочь. Его крестница, брат, племянники и племянница также упомянуты в завещании. Король Этельред по обычаю получил земли, деньги, оружие и лошадей. Крупные суммы были переданы архиепископам, епископам и настоятелям аббатств Англии. Земли получил монастырь в Тамворте. Однако главным наследником Вулфрика стало Бертонское аббатство.
Утверждается, что раньше в Бертоне ранее уже существовала монашеская обитель, основанная в VII веке святой Модвенной. По-видимому, она, как и многие другие, исчезла в эпоху викингов. Монастырь, вероятно, был восстановлен Вулфриком. Новое аббатство было освящено в честь Бенедикта Нурсийского и следовало уставу святого Бенедикта. Согласно Бертонскому картулярию, достоверность которого вызывает сомнения, Вулфрик оставил аббатству все земли, которые унаследовал от своего отца. Помимо обширных земель, которые Вульфрик передал Бертонскому аббатству, в своем завещании он, как и многие знатные основатели монастырей, предусмотрел и другие условия, призванные обеспечить новому аббатству, которое должно было молиться за его душу и за душу его матери, покровительство могущественных людей. Часть земель получил Эльфрик Абингдонский, архиепископ Кентерберийский, с тем расчётом, что Эльфрик будет другом и союзником монахов. Вулфрик также стремился привлечь короля, передав права собственности Этельреду, который, в свою очередь, согласился быть покровителем и защитником Бертонского аббатства.

## Смерть
Некоторых более поздние источники датируют смерть Вулфрика 1010 годом, то же следует из хроники Иоанна Вустерского, в которой предполагается, что Вульфрик умер в битве при Рингмере, произошедшей в 1010 году. Однако более вероятным считается, что Вульфрик скончался между 1002 годом, когда было начато завещание, и 1004 годом, когда король Этельред его утвердил. Вульфрик был похоронен в клуатре Бертонского аббатства вместе со своей женой. Позднее Бертонское аббатство установило 22 октября день памяти Вульфрика.

## Комментарии
1. ↑  Впервые прозвище Спот появляется в Бертонской хронике, см. Wrottesley, Burton Chartulary, p. 7.
2. ↑  Уильямс цитирует исследование грамот Бертонского аббатства, выполненное Питером Сойером: «the heriot Wulfric's will assigns to King Æthelred has both "the money ... due from an earl [and] the horses and equipment due from a king's thegn"»)'"`UNIQ--ref-00000012-QINU`"'
3. ↑  The Prosopography of Anglo-Saxon England имеет полный список грамот, засвидетельствованных Вульфриком. Полные тексты доступны на сайте Шона Миллера Anglo-Saxons.net Архивная копия от 8 октября 2007 на Wayback Machine. Краткое содержание доступно на сайте The Electronic Sawyer Архивная копия от 23 февраля 2011 на Wayback Machine.
4. ↑  Иоанн Вустерский упоминает «Вульфрика, сына Леофвина» (англ. Wulfric son of Leofwine) среди убитых при Рингмере.